# Cattedrale di San Paolo (Aversa)
Il duomo di Aversa, noto anche come cattedrale di San Paolo, è il principale luogo di culto cattolico della città di Aversa, in provincia di Caserta, sede vescovile della diocesi omonima e monumento nazionale italiano.

## Storia
La chiesa, eretta sull'antica cappella di Sanctu Paulum at Averse, occupa il lato orientale della piazza, area dell'antico Cimitero e ombelicus del centro antico. La chiesa venne iniziata da Riccardo I, nel 1053, e completata da suo figlio Giordano, nel 1090. La grande chiesa durante i suoi 10 secoli di storia, ha subito rimaneggiamenti e trasformazioni che ne hanno alterato l'antico aspetto originario, difatti le loggette cieche del tiburio della cupola centrale furono rifatte nel XIII secolo, mentre le altre due cupole, associate allo stesso tiburio, crollarono o furono abbattute. In seguito ai danni riportati fu rifatto l'altare maggiore, consacrato da Alessandro IV il 3 giugno 1255. Altri danni si verificarono nel terremoto del 1349, poi in quelli del 1456 e dell'anno successivo, quando crollò l'antico campanile della cupola centrale. Altri terremoti danneggiarono la chiesa, quelli del 1464 e del 1468, ma il più terribile fu dell'anno 1494 che causò il crollo di buona parte del campanile seppellendo, sotto le rovine, alcune botteghe e case vicine.
Nella seconda metà del XIV secolo venne realizzata la nuova cupola ottagonale, crollata a seguito del terremoto del 1349. Una rara immagine della configurazione della chiesa nel Quattrocento compare nella tavola del Martirio di San Sebastiano dipinta dal pittore napoletano Angiolillo Arcuccio nel 1468. La Cattedrale è rappresentata nella sua veste romanica, con il prospetto laterale decorato con archetti pensili e lesene e la cupola sormontata dal basilisco, simbolo della città di Aversa. Nel dipinto è raffigurato l'antico campanile a lato della cupola, lesionato dal terremoto del 1457, demolito nel 1492 e sostituito dall'attuale, collegato alla facciata da un ponte costruito nel 1733. Nel corso dell'800 non si registrano che parziali interventi di restauro del corpo presbiteriale, la cui decorazione ad affresco venne affidata nel 1857 al pittore Camillo Guerra. Agli inizi del Novecento un'ulteriore campagna di restauro portò alla sistemazione del deambulatorio, con l'eliminazione delle aggiunte barocche. A partire dal 2010 l'intera architettura esterna e il campanile sono in fase di restauro. Al 2011 sono terminati i lavori di restauro della facciata e delle pareti laterali, rimane ancora in fase di recupero il campanile.
I vescovi che si interessarono alla ristrutturazione del duomo furono:
- Paolo Vassallo (1474-1500), che fece costruire il nuovo campanile, l'artistico trono vescovile e la Cappella del Sacramento
- Balduino De Balduinis (1554-1582), che restaurò la Cattedrale e il tetto
- Carlo I Carafa (1616-1644), che, oltre al restauro della chiesa, eresse il Tempietto di Loreto e l'omonimo altare nel deambulatorio
- Innico Caracciolo (1697-1730), si deve a lui il restauro definitivo che ridusse la chiesa nella forma attuale e chiamò da Roma l'architetto Carlo Buratti per i lavori
- Francesco del Tufo (1779-1803), spetta a lui la sistemazione delle statue nelle edicole, San Pietro e San Paolo, donate dalla chiesa dell'Annunziata
- Domenico Zelo (1855-1885), a lui si deve la sistemazione del presbiterio con la decorazione della volta e la pavimentazione marmorea.

## Descrizione

### Esterno
La facciata, in stile barocco, è dovuta agli interventi d'inizio Settecento, restauri dovuti in seguito ai terremoti del 1694 e 1702 che fecero crollare gran parte dell'edificio. I lavori furono affidati all'architetto romano Carlo Buratti per volere del vescovo e cardinale Innico Caracciolo. Le decorazioni in stucco sono opera di Sebastiano Porciani, artista romano, appartenente ad una famiglia di stuccatori Il prospetto è scandito orizzontalmente in una parte inferiore ed in una superiore, mentre verticalmente si presenta tripartito da dieci lesene giganti di ordine corinzio. Sopra le due porte laterali si trovano quattro finestroni. Sopra al portale centrale vi è collocato un frontone semicircolare. Al di sopra del frontone, è collocata una balaustra con un grande finestrone a tutto sesto, sormontato da una conchiglia, simbolo dei pellegrinaggi in Terra Santa. Nel timpano è collocata una piccola finestrella con arco a tutto sesto. Sopra al frontone vi è collocata una croce in ferro.

### Campanile

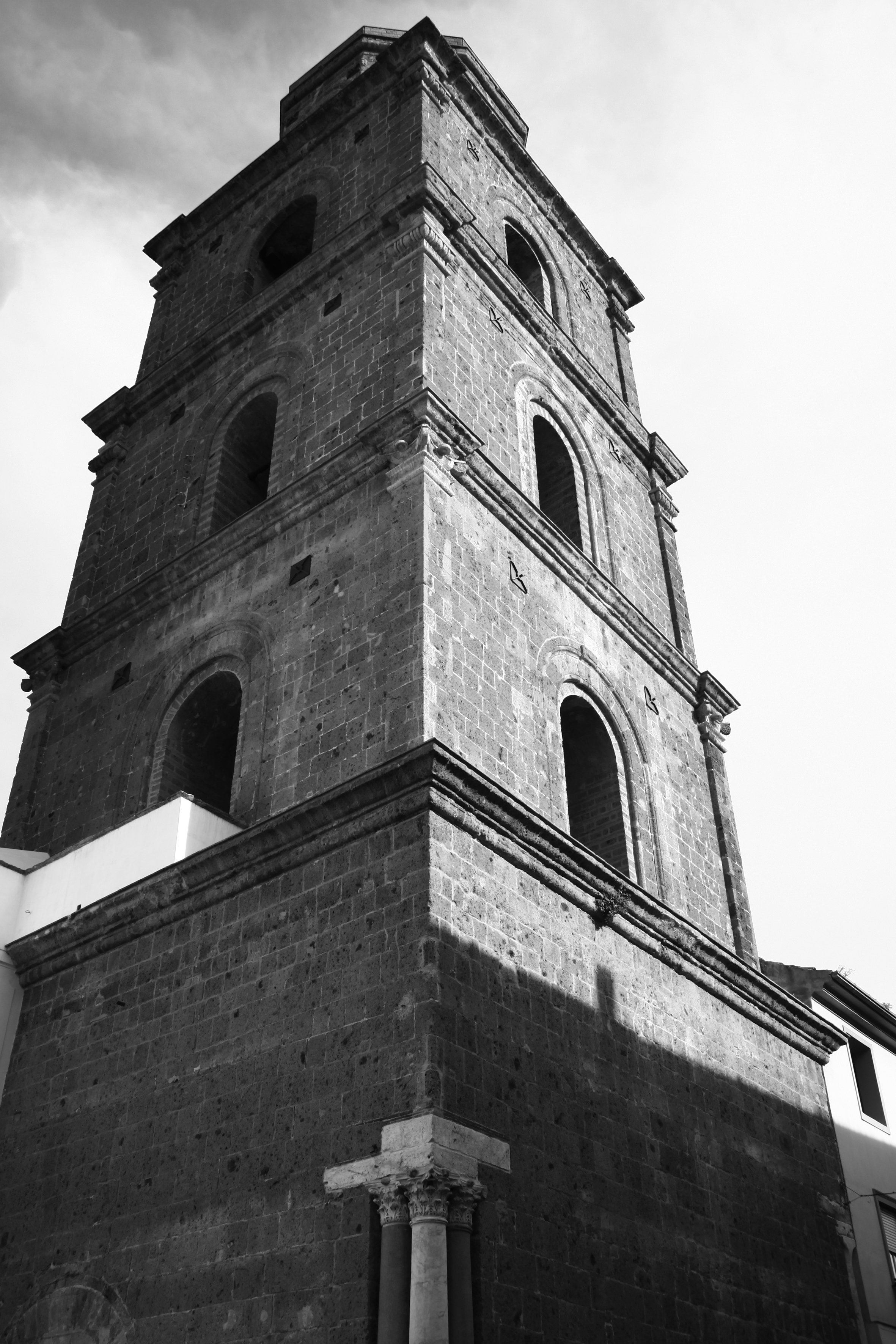
Campanile del duomo di Aversa.

Il campanile, incominciato nel 1474 e terminato nel 1493 per volontà vescovo Vassallo, fu costruito dall'architetto Giovanni Pizuolo. Esso terminava con un'alta cuspide piramidale che crollò nel 1694. Al campanile appartengono cinque campane usate per le funzioni liturgiche: la Scarana di nota La2, la Scaglione di nota Re3, entrambe databili al XIX secolo, una terza di nota La3 del 1951 fusa dalla ditta Nobilione, oltre ad altre due campane, fisse, più piccole. Sono inoltre presenti altre due campane fisse posizionate sulla finestra ovest del tamburo ottagonale che scandiscono le ore e i quarti d'ora databili al XVIII-XIX secolo. Il campanile, tipicamente normanno, è retto agli spigoli da gruppi di quattro colonne per angolo, forse di recupero, collegato alla chiesa da un ponte.

### Interno

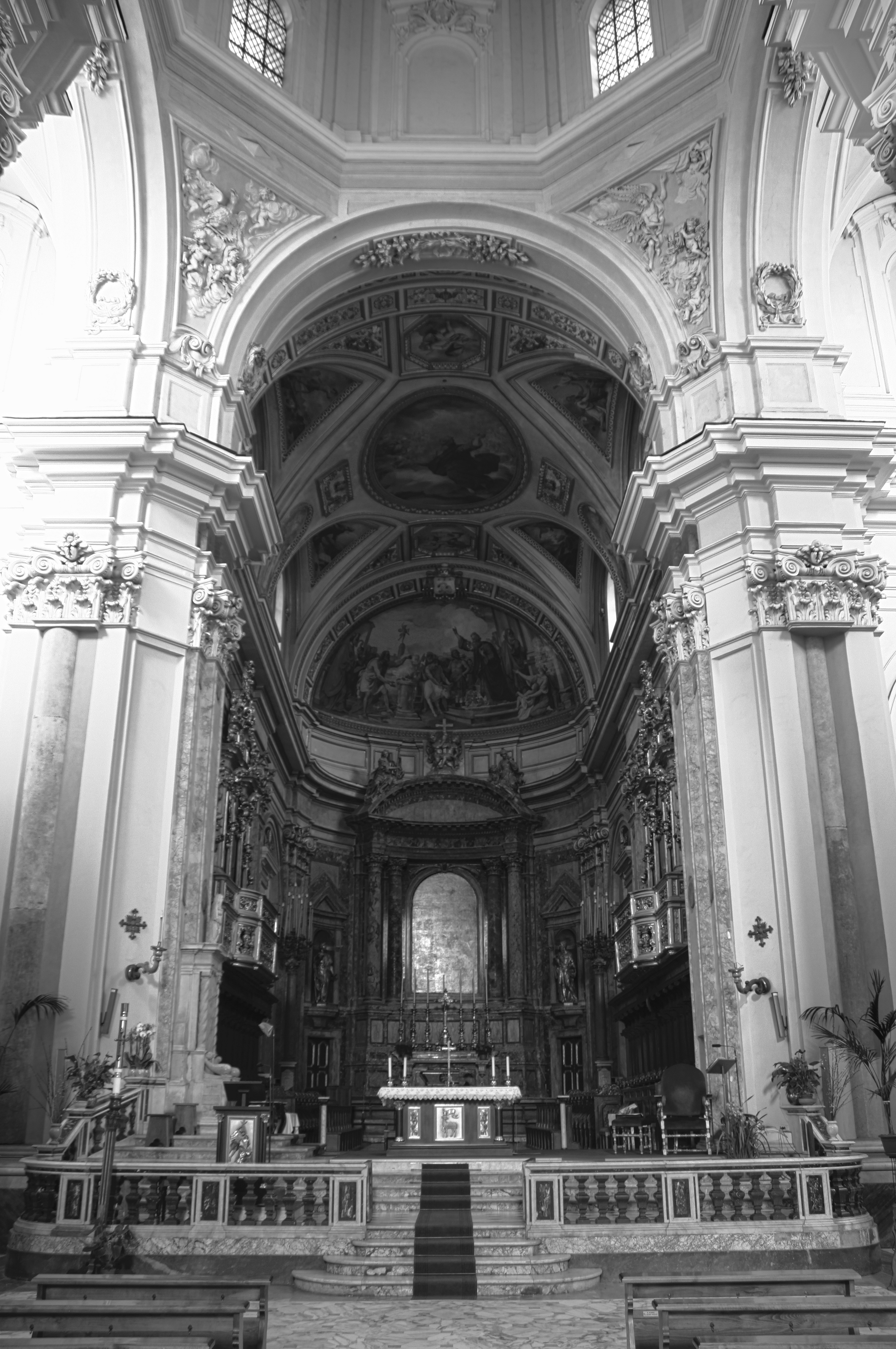
Interno della Cattedrale di San Paolo di Aversa (CE)

L'interno è a pianta basilicale a tre navate, con la navata centrale più alta e prende luce da finestre poste in alto.
La navata centrale presenta massicci pilastri che reggono archi a tutto sesto. Ogni pilastro porta una coppia di lesene con finti capitelli corinzi, in stucco. Le lesene proseguono sulla volta a botte, dividendola in campate, una per ogni pilastro. Le ariose finestre sono ricavate nella curvatura della volta e perciò la incidono fortemente interrompendo la monotonia della botte.

#### Navata destra

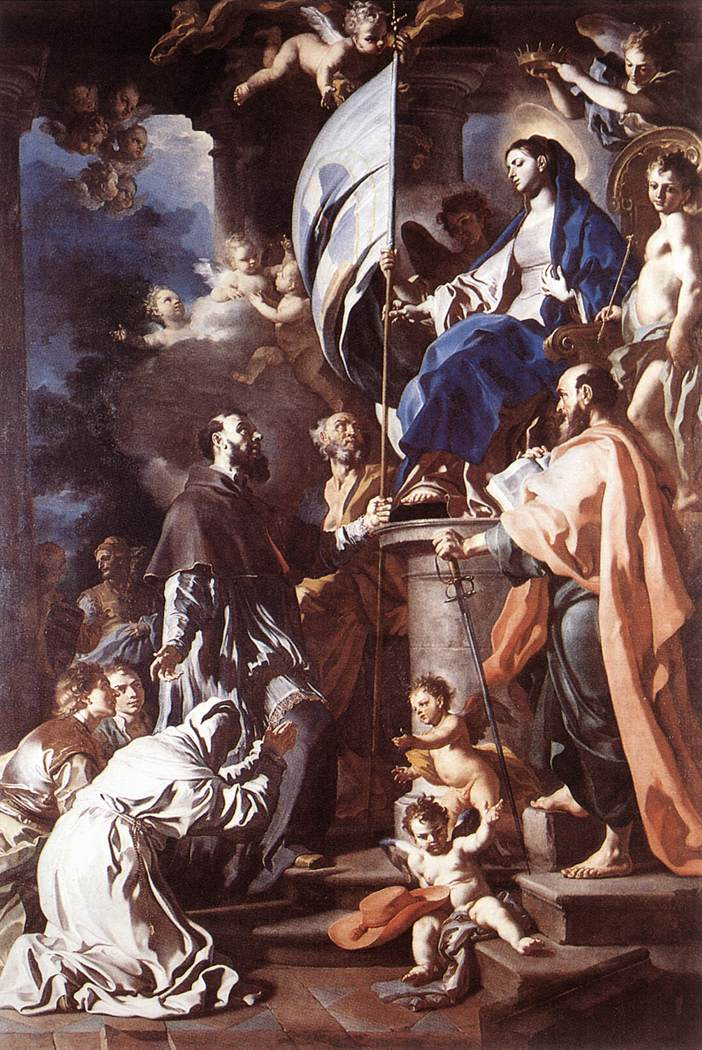
La Vergine e San Bonaventura di Francesco Solimena, 1710

All'inizio della navata destra, sul pilastro laterale, è collocata una marmorea acquasantiera del XVII secolo di Francesco Maggi, allievo di Giuseppe Sammartino, costituita da una vasca semisferica di marmo rosso, sormontata dalla raffigurazione dell'Infermo che si tuffa nelle acque della piscina probatica.
Nella parete laterale si trova un dipinto proveniente dalla Confraternita del Gonfalone di Santa Maria degli Angeli, la Vergine e San Bonaventura del 1710 di Francesco Solimena. Segue il bel dipinto raffigurante l'Adorazione dei Magi di Cornelis Smet, pittore fiammingo.

##### Terza campata
Nella terza campata è collocata la Cappella del Capitolo o dei Canonici, dove si trovano, sulle pareti, l'affresco della Cacciata di Eliodoro dal Tempio, copia da Raffaello, sulla volta, Storie della Vergine e Profeti, realizzati da Francesco Antonio Altobello da Bitonto. Sull'altare, un dipinto della Madonna col Bambino, i Santi Pietro e Paolo e il vescovo Carafa, del XVII secolo, attribuito a Michele Regolia, che riporta sullo sfondo una veduta di Aversa.

#### Navata sinistra
All'inizio della navata sinistra vi è posto il Fonte battesimale e, sul pilastro laterale, come per la navata destra, vi è collocata un'acquasantiera del XVII secolo sempre di Francesco Maggi, in marmo rosso, sormontata dalla raffigurazione di Mosè che fa scaturire l'acqua dalla rupe.

##### Prima cappella
Nella prima cappella, dedicata a S. Caterina d'Alessandria,  sulle pareti laterali sono collocate due tele attribuite a Paolo De Matteis, la Predica di Santa Caterina d'Alessandria e il Matrimonio mistico di Santa Caterina d'Alessandria, databili tra il 1710-1712. Sull'altare è collocata l'opera di Giovan Battista Graziano, Martirio di Santa Caterina del 1589.

##### Seconda cappella
Nella seconda cappella, dedicata a San Giuseppe,  vi sono tre dipinti di Nicola Malinconico, pittore napoletano allievo di Luca Giordano. I dipinti raffigurano lo Sposalizio della Vergine sull'altare e, ai lati, la Fuga in Egitto e Dubbio di San Giuseppe.

##### Terza cappella
Nella terza cappella, dedicata alla Madonna di Loreto, san Gaetano Thiene e san Ranieri di Pisa, si possono ammirare tre tele commissionate dal canonico Angelo Ranieri nel secondo decennio del sec. XVIII. Sull'altare della parete di fondo, la Madonna di Loreto con i SS. Gaetano Thiene e Ranieri di Pisa, firmata nel 1717 dal pittore aversano Nicola Mercurio. Sulle pareti laterali, due tele dipinte nel 1719 da Angelo Rossi, pittore aversano allievo di Nicola Malinconico: Il Miracolo di S. Michele sul Monte Gargano e l'Apparizione della SS Trinità a San Ranieri di Pisa, quest'ultima firmata ARossi P. 1719. L'attribuzione precedente ad Aniello Rossi si è rivelata quindi infondata, così come l'identificazione degli stemmi dipinti sulle tre tele, appartenenti in realtà al canonico Ranieri e non alla famiglia de Bernardis.

##### Quarta cappella
Nella quarta campata, di fianco alla Cappella del Sacramento, si trova un crocifisso ligneo, della metà del XIII secolo.. Sulle pareti laterali della cappella sono collocate due tele attribuite a Paolo De Majo, raffiguranti l'Andata al calvario e Cristo nell'orto dei Getsemani

#### Il transetto

##### Transetto destro
Il transetto destro è suddiviso in transetto piccolo e transetto grande. Nel transetto piccolo si trova la Cappella delle reliquie, fatta decorare dal vescovo Carlo I Carafa, nel 1637. Con pavimento maiolicato settecentesco della fabbrica Giustiniano e l'altare marmoreo col rilievo della Madonna col Bambino e due cherubini. La cappella è adorna di affreschi seicenteschi con riquadri architettonici, cartigli e iscrizioni. Nella volta Gloria della Fede, nelle lunette Dio Padre e angeli musicanti, mentre, sulla parete di fondo, Madonna col Bambino e una statua lignea di San Paolo, del XVII secolo. Nei vari scomparti delle pareti, oltre alle varie Reliquie, racchiuse dal vescovo in 207 reliquari, tra cui è nota una spina della corona di Cristo che fiorisce quando il Venerdì Santo cade il 25 marzo, festa dell'Annunziata, sono deposti i busti argentei di San Sebastiano, San Giuseppe col Bambino del Seicento, e quelli di San Paolo, di San Francesco d'Assisi e Sant'Antonio da Padova del Settecento, tutti dichiarati Patroni Minori, nel 1693.
Nel transetto grande è posto un classicheggiante altare marmoreo con rilievi dell'Annunciazione, Santi Pietro e Paolo nelle edicole, la Trinità nella lunetta e stemma dei Lucarelli, opera di grande pregio artistico di Salvatore Caccavello. Sull'altare centrale, grande tela col Martirio di San Sebastiano, opera di Santolo Cirillo, firmata e datata 1752. 
Prima dei restauri settecenteschi in questo lato si trovava la porta meridionale della chiesa. A destra dell'altare vi è un gruppo ligneo ottocentesco raffigurante Tobiolo e l'angelo Raffaele. Sul lato sinistro è collocato un dipinto raffigurante Santo Stefano Papa in adorazione della SS. Trinità, opera firmata e datata 1578 di Giacomo Andrea Donzelli, pittore aversano.

##### Transetto sinistro
Come per il transetto destro, il transetto sinistro è suddiviso in transetto piccolo e transetto grande. Nel transetto piccolo è collocata la Cappella del Sacramento, attigua al Tempietto di Loreto. In essa, a destra, è collocato il Monumento funebre del Cardinale Innico Caracciolo, del 1736, eseguito dal senese Paolo Posi e da Pietro Bracci su disegno di Filippo Barigioni. Nell'ovale il ritratto del cardinale, del Cav. Cristofari su dipinto di Antonio David. L'epigrafe del basamento fu dettata dall'archeologo Simmaco Mazzocchi. Bella è la sinuosa statua marmorea della Fama e naturalistico è il Leone bronzeo che sormontano il sarcofago. Di fronte, tela dell'Adorazione del Bambino di Federico Barocci, mentre all'altare, nel tondo, Gesù distribuisce il Pane consacrato agli Apostoli.
Nel transetto grande è ospitato il Tempietto di Loreto, emulante, in forma ridotta di un quarto, quella di Bramante. Fatta erigere da Carlo Carafa, nel 1630, sotto la direzione dell'architetto aversano Giuseppe De Majo, la cappella conserva alcuni affreschi di un certo interesse, la Moltiplicazione dei Pani con gli Apostoli e Gesù Cristo che benedice i pani, la scena del Buon Samaritano e, in alto, l'Incoronazione della Vergine con Angeli e Profeti, attribuito a Carlo Mercurio. Tra i numerosi ex voto dell'interno vi è una palla di cannone offerta da Giulio II, quando, nel 1510, il papa uscì indenne dai cannoneggiamenti dell'assedio di Mirandola. Inoltre vi è un mattone della Santa Casa fissato ad un gancio, ottenuto dal vescovo di Coimbra, Giovanni Suarez, nel 1562 da Pio IV. Ancora della Casa di Maria c'è il residuo di una trave che divideva l'interno della dimora, mentre le due pietre annerite provengono dall'incendio di Candia. All'altare Madonna con Bambino porcellanati della fine del XVII secolo.

#### La cupola

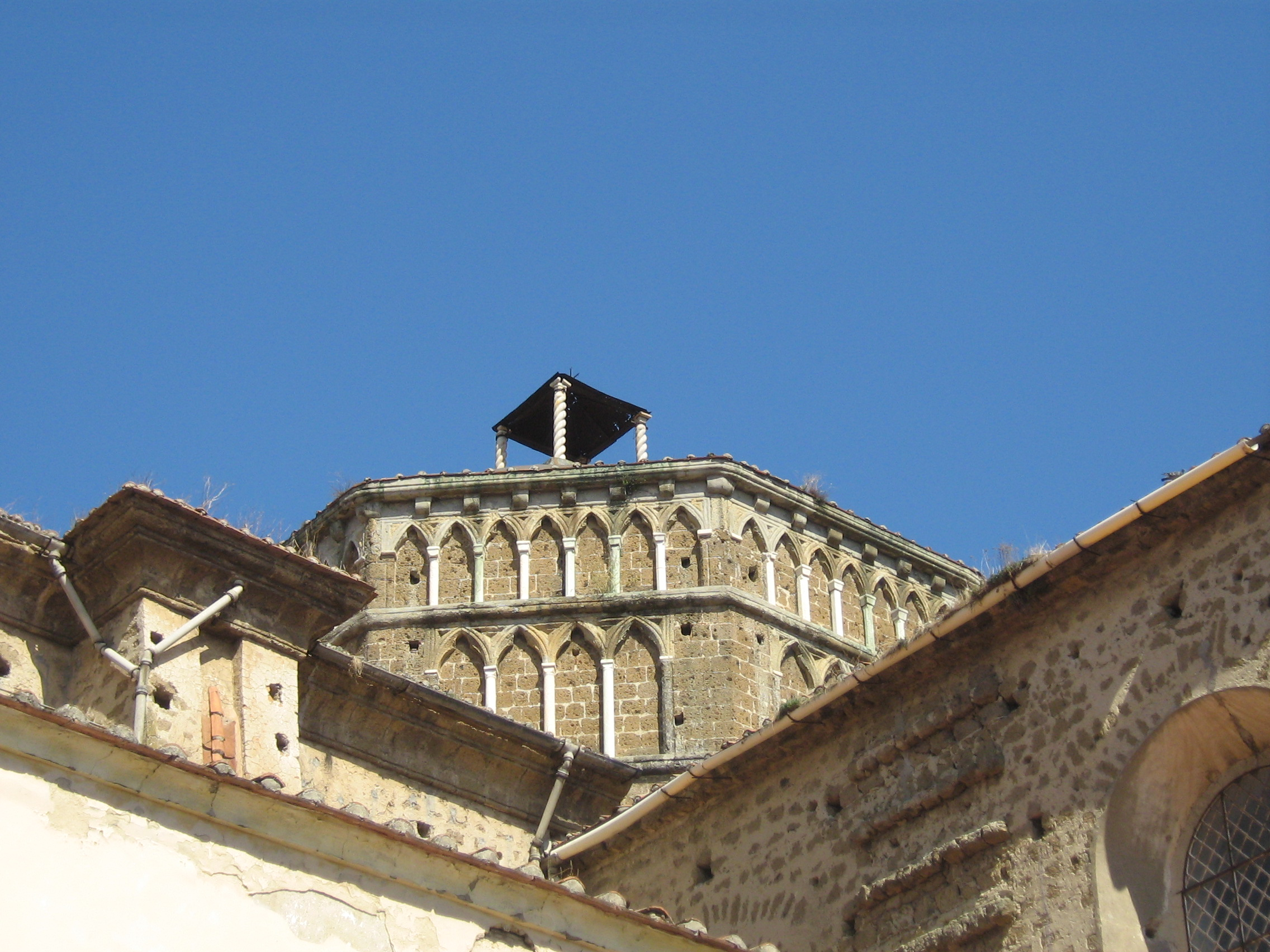
Esterno della cupola ottagonale del Duomo di Aversa

La cupola si presenta esternamente con un tiburio ottagonale, composto da 44 loggette cieche e 52 lesene, e la cupola si erge su otto spicchi, terminata da un baldacchino composto da quattro colonnine tortili in marmo e da una copertura in metallo culminante con una croce in ferro. L'interno della cupola è ottagonale.
L'ultimo restauro è del 2011.

#### Il presbiterio
La volta del presbiterio e le pareti furono rifatte nel 1857 per volontà del vescovo Domenico Zelo. Il vescovo-committente affidò la decorazione pittorica della volta del presbiterio all'artista napoletano Camillo Guerra, il quale, tra il 1857 e il 1858, realizzò il ciclo di affreschi raffiguranti gli Episodi della vita di San Paolo. Partendo dalla semicalotta, è rappresentato San Paolo che rifiuta i sacrifici dei Listresi, e nelle vele laterali San Paolo davanti al sommo sacerdote Anania, Preghiera di San Paolo, Il miracolo del serpente e la Decollazione. Il ciclo di affreschi si conclude con la rappresentazione, al centro della volta, con l'Apoteosi di San Paolo. Ai lati della stessa volta sono affrescate La Fede e La Speranza. A sinistra si trova il trono marmoreo del 1493 che in origine era posto a poca distanza dell'altare. La cattedra oltre alla figura centrale della cornice superiore, aveva, ai lati, due angeli che nell'assieme simboleggiavano le tre originarie chiese su cui sorse la cattedra aversana, la atellana, la cumana e la liternese. Ai lati gli stalli lignei e, nel fondo, l'altare e la cona marmorea di Giacomo Massotti, su disegno di Luigi Vanvitelli, sormontato ai lati da due edicole, che inglobano le statue dorate di San Pietro e San Paolo, provenienti dal pronao della chiesa dell'Annunziata ad Aversa. Sull'altare vi è un dipinto, con ampi squarci prospettici e contorte figure, raffigurante la Conversione di San Paolo di Carlo Mercurio del 1642. Nella volta, ciclo di affreschi con episodi della vita di San Paolo, di Camillo Guerra, realizzato nel 1857-58.

#### Il deambulatorio

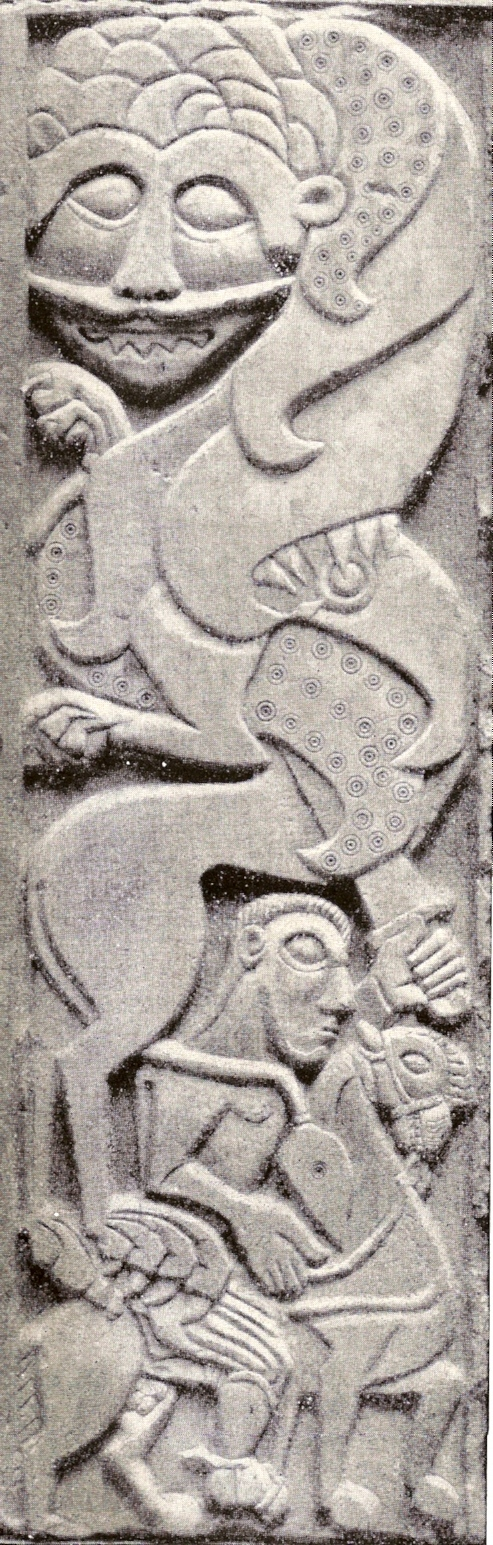
Rilievo marmoreo raffigurante San Giorgio e il drago, metà XI secolo

Il deambulatorio costituisce la maggiore novità della chiesa. Formato da sette campate con volte a crociera costolonate costituisce l'unico esempio completo in Italia di tale tema. Le cappelle radiali del deambulatorio in origine erano cinque, non tre, come attualmente si presentano. Per quanto riguarda le absidi mancanti, la sinistra fu demolita per l'inserimento della nuova costruzione dello scalone del Seminario, mentre l'altra fu tamponata.
Il corpo antistante il transetto grande, con le due absidi laterali, era diviso in cinque navate, come è stato evidenziato da alcuni restauri: infatti nella parete nord della chiesa, quella a ridosso delle cappelle, sono emersi due ordini di finestre, romaniche e gotiche, simili a quelle del dipinto dell'Arcuccio. La datazione della chiesa aversana non è lontana dal St-Martin di Tours in Touraine, ed è anteriore alle chiese di Jumieges e di Rouen in Normandia, e della terza stratificazione di Cluny in Burgundia, iniziato solamente nel 1088. Lo schema è tipicamente francese. Il deambulatorio di Aversa, in Italia, sarà emulato, in forma ridotta e incompleta, nella chiesa abbaziale della SS. Trinità di Venosa e nella Cattedrale di Acerenza, in Basilicata. Un caso isolato rimane quello toscano della chiesa di Sant'Antimo, presso Montalcino (Siena).
Le pareti del deambulatorio in origine erano intonacate ed affrescate, come dimostrano i numerosi lembi di affreschi esistenti, in particolar modo si vede una Madonna in trono col Bambino della prima campata sinistra, della seconda metà del XV secolo. Di fronte si trova il portale marmoreo degli ebdomadari con lunetta e protomi umane dell'XI secolo. I rilievi, di forma rettangolare, della metà dell'XI secolo, facevano parte degli stipiti del portale maggiore della chiesa. Il primo raffigura San Giorgio e il drago (un'interpretazione alternativa alla tradizionale vuole si tratti di una raffigurazione dell'alternativa pagana di Sigfrido che uccide Fáfnir). Il secondo, in due ghirlande circolari, riporta due leoni in basso e un elefante in alto. Tra questi pannelli si trovano una piccola lastra marmorea col rilievo di San Gerolamo nel deserto del XVI secolo e il grande dipinto attribuito a Giacomo Farelli raffigurante la Conversione di San Paolo. Di fronte, tra due cappelle radiali, vi è il Monumento funerario del vescovo Balduino de Balduinis, della fine del Cinquecento, e, quello corrispondente, della parete opposta di Giorgio Manzolo, fatto costruire da Pietro Ursino nel 1591, suo successore. Tra i monumenti vi è la Cappella centrale, più grande delle altre, dove, all'altare, si trova il dipinto della Dormitio Virginis, attribuito al pittore napoletano Bernardo Pizzuto (metà sec. XVI) e, sul pavimento, la Tomba del Canonico Paolo Merenda, della fine del Cinquecento. Sul primo altare del deambulatorio si trova la tavola con l'Incontro dei Santi Pietro e Paolo del 1577 di Giovan Battista Graziano, pittore manierista aversano. Nell'ultimo, il trittico con San Michele Arcangelo, ai lati, San Giovanni Battista e San Giacomo e, nella lunetta, Madonna col Bambino del 1495 di Cristoforo Faffeo. Verso la fine del deambulatorio si trova il Sepolcro di Luca Prassicio, filosofo aversano del Quattrocento, sulla parete destra.
Il deambulatorio ed altri spazi annessi del duomo ospitano oggi il Museo diocesano di arte sacra.

### Organi a canne
Nella cattedrale si trovano tre organi a canne.
I due principali sono posizionati a ridosso delle pareti laterali del presbiterio, al di sopra degli stalli lignei del coro, su due cantorie contrapposte gemelle in legno dorato e riccamente scolpito; risalgono alla seconda metà del XVIII secolo e sono ascrivibili ad organari di ambito napoletano; quello di destra dispone di 14 registri, mentre quello di sinistra ne ha 20. Le casse dei due strumenti, decorate analogamente alle cantorie, presentano il medesimo schema, con mostra composta da canne di principale disposte in tre campi: nei due laterali le loro bocche sono allineate orizzontalmente, mentre in quello centrale presentano un andamento inverso rispetto a quello delle canne stesse.
A pavimento si trova anche un organo positivo, mobile, già collocato sulla cantoria del coro dei canonici. Di ambito napoletano, venne costruito nel 1637 ed è integro nelle sue caratteristiche foniche originarie; ha 7 registri su unico manuale, senza pedaliera. La mostra è in tre campi con bocche in quello centrale allineate orizzontalmente, nei due laterali con andamento inverso a quello delle canne.